# Goniorrhina decarthra
Goniorrhina decarthra är en skalbaggsart som beskrevs av Decelle 1968. Goniorrhina decarthra ingår i släktet Goniorrhina och familjen Melolonthidae. Inga underarter finns listade i Catalogue of Life.